# Viaduc de Chanteloube
Le viaduc de Chanteloube,  connu aussi sous le nom de pont des Moulettes, est un ouvrage d'art à destination ferroviaire, situé dans la commune de Chorges, département des Hautes-Alpes. La ligne de Chorges à Barcelonnette à laquelle il était destiné n'ayant pas été achevée, l'ouvrage n'a jamais reçu d'équipement ferroviaire et n'a vu passer aucun train. 
Vingt-cinq ans après l'abandon du projet de la ligne ferroviaire, la mise en eau du barrage de Serre-Ponçon en 1960 a entraîné la submersion presque complète du viaduc.

## Histoire
Le viaduc de Chanteloube se trouve tout près de l'embranchement de la ligne de Chorges à Barcelonnette sur celle, préexistante, de Veynes à Briançon par Gap. À partir de cette bifurcation, la ligne devait desservir la vallée de Ubaye en franchissant la vaste vallée de la Durance. L'embranchement de la ligne en rive droite de la Durance et le cheminement jusqu'à sa rive gauche puis l'entrée de la vallée de l'Ubaye ont rendu nécessaire l'établissement d'un tunnel et de plusieurs viaducs dont celui de Chanteloube. La construction de la ligne a commencé en 1909 et fut interrompue pendant la Première Guerre mondiale, puis le projet en fut définitivement abandonné en 1935. Le viaduc n'a jamais été mis en service. Lors de la construction du barrage de Serre-Ponçon, le niveau nominal du plan d'eau (780 mètres) était exactement l'altitude de l'estacade orientale du viaduc. Celui-ci fut donc totalement submergé en 1961, mais il réapparaît au moins partiellement  chaque fois que le niveau des eaux s'abaisse. Ce fut le cas notamment en 2003 lors d'une grande opération de vidange du lac (hauteur d'eau de -35 mètres), et à l'hiver 2008-2009 (-22 mètres). Le cycle annuel d'exploitation du barrage permet de voir fréquemment le tablier et la partie haute des voûtes, et d'emprunter l'ouvrage à pied.
La création du barrage a également nécessité le déplacement d'une grande partie de la ligne de Veynes à Briançon entre Chorges et Embrun, de sorte qu'il n'existe plus d'infrastructure ferroviaire aux abords du viaduc, les emprises étant aménagées en desserte carrossable pour l'activité touristique (baignade et nautisme).

## Situation
Le viaduc de Chanteloube franchit le vallon aujourd'hui submergé du torrent des Moulettes, petit affluent rive droite de la Durance, qui descend de Chorges et se jetait dans la Durance peu avant son confluent avec l'Ubaye. Avant l'établissement de la retenue, la ligne de Veynes à Briançon suivait la rive gauche de ce vallon et franchissait en tunnel la pointe de Chanteloube pour prendre la direction d'Embrun. La ligne de Barcelonnette s'en détachait avant le tunnel, sous le hameau de Chanteloube, et, amorçant sa descente, bifurquait vers le sud en traversant immédiatement le vallon par le viaduc, puis empruntait un autre viaduc, un tunnel et enfin franchissait la Durance par un troisième viaduc (inachevé à la date d'arrêt des travaux et qui fut détruit à l'explosif avant la mise en eau du barrage).

## Description
Le viaduc est du type pont en maçonnerie à plusieurs arches. Sa longueur totale est de trois-cents mètres. Son profil en long est en forme de S inversé, avec raccordements paraboliques, de manière à assurer le raccordement de la voie sur chaque rive tout en effectuant une traversée presque perpendiculaire au vallon. Il est en déclivité constante de 21mm/m de la rive gauche (côté Chorges) vers la rive droite (côté Hyvans).
Le viaduc comporte une section centrale de six arches principales en voûtes légèrement surhaussées de vingt-sept mètres d'ouverture, prolongée de chaque côté par une estacade de quatre arches de neuf mètres et un avant-pont plein. Entre les arches principales et les arches latérales deux piles massives assurent la stabilité de l'ensemble. La hauteur des piles est très inégale, compte tenu de la forme encaissée du vallon. L'arche centrale dominait le cours d'eau de soixante-et-un mètres.
Le style architectural est typique du « style Séjourné » : pas de chaîne d'angle empâtant les parements, pas de saillie du bandeau sur l'intrados, les voûtelettes d'élégissement, chères à Séjourné, sont ici cachées par les tympans. Les parapets sont bas, le pont n'étant pas conçu pour des piétons ou des véhicules non guidés. 

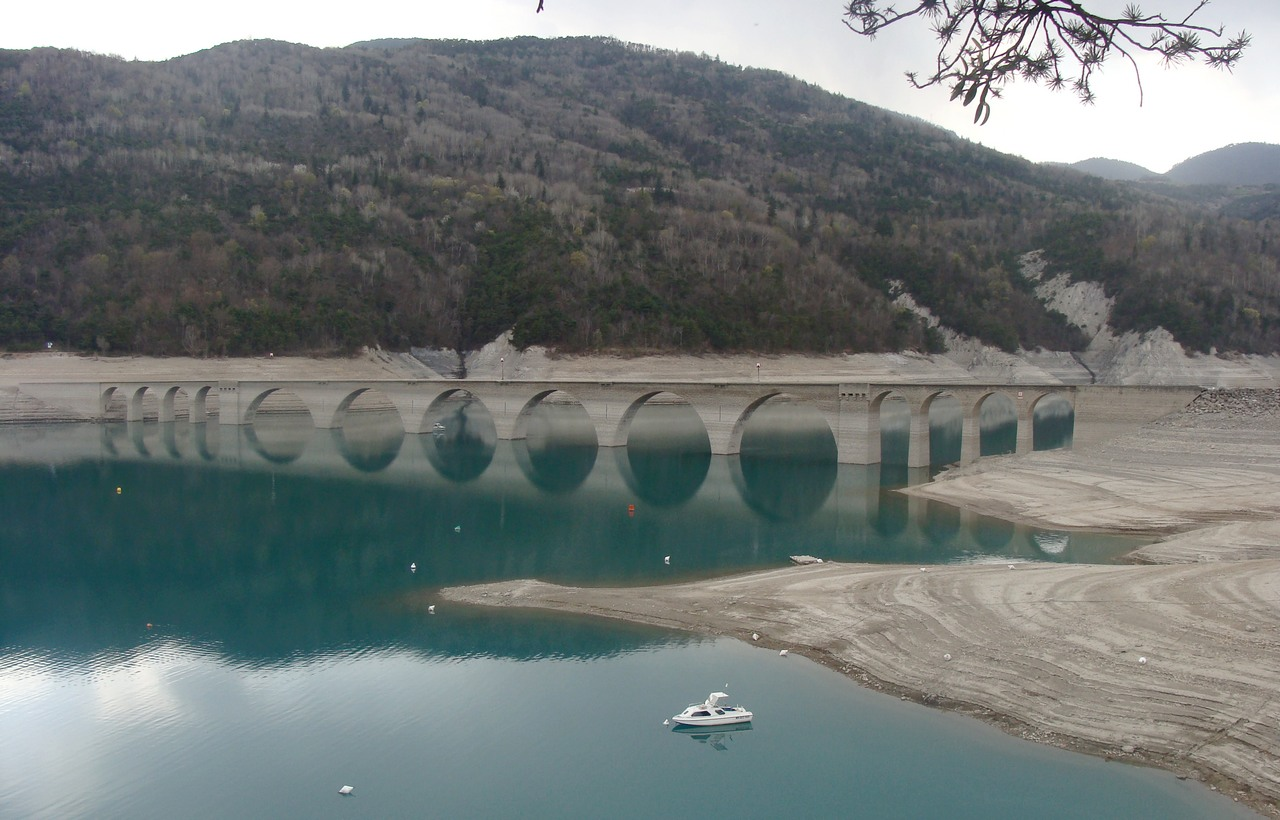
Vue d'ensemble du viaduc
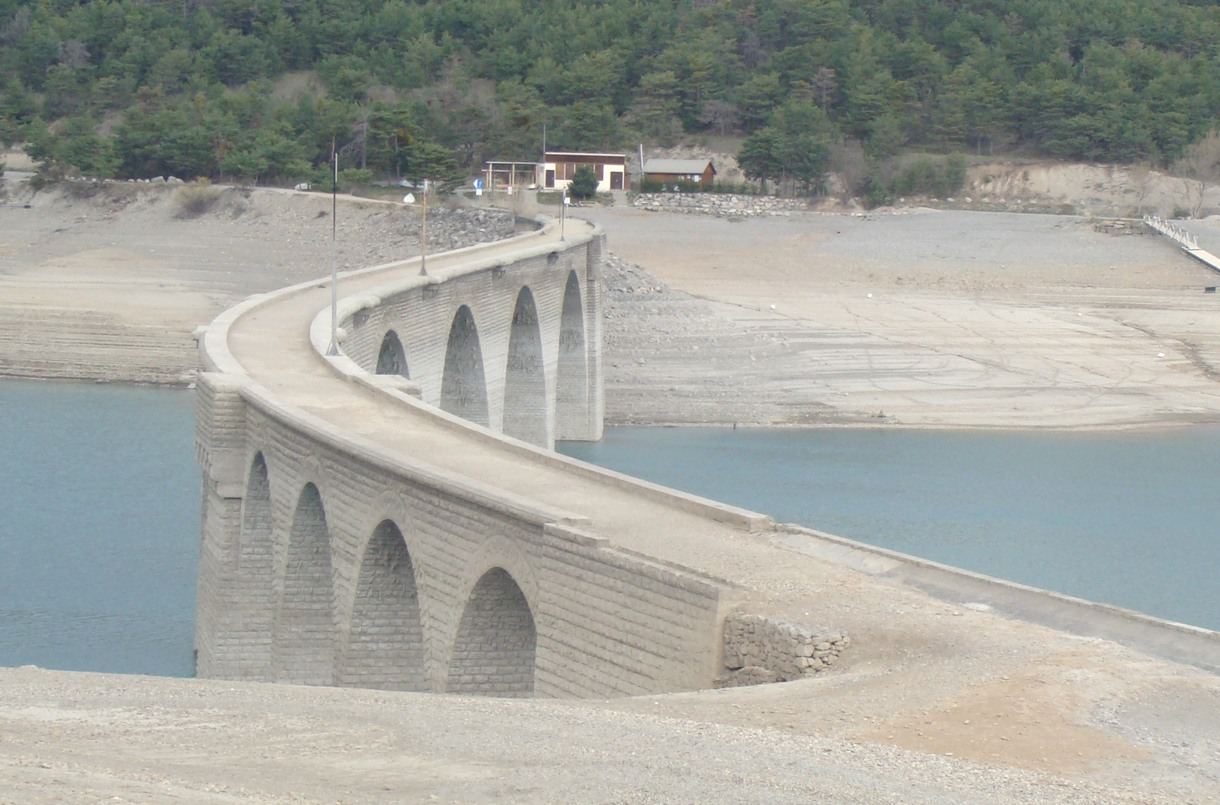
Le profil en S inversé
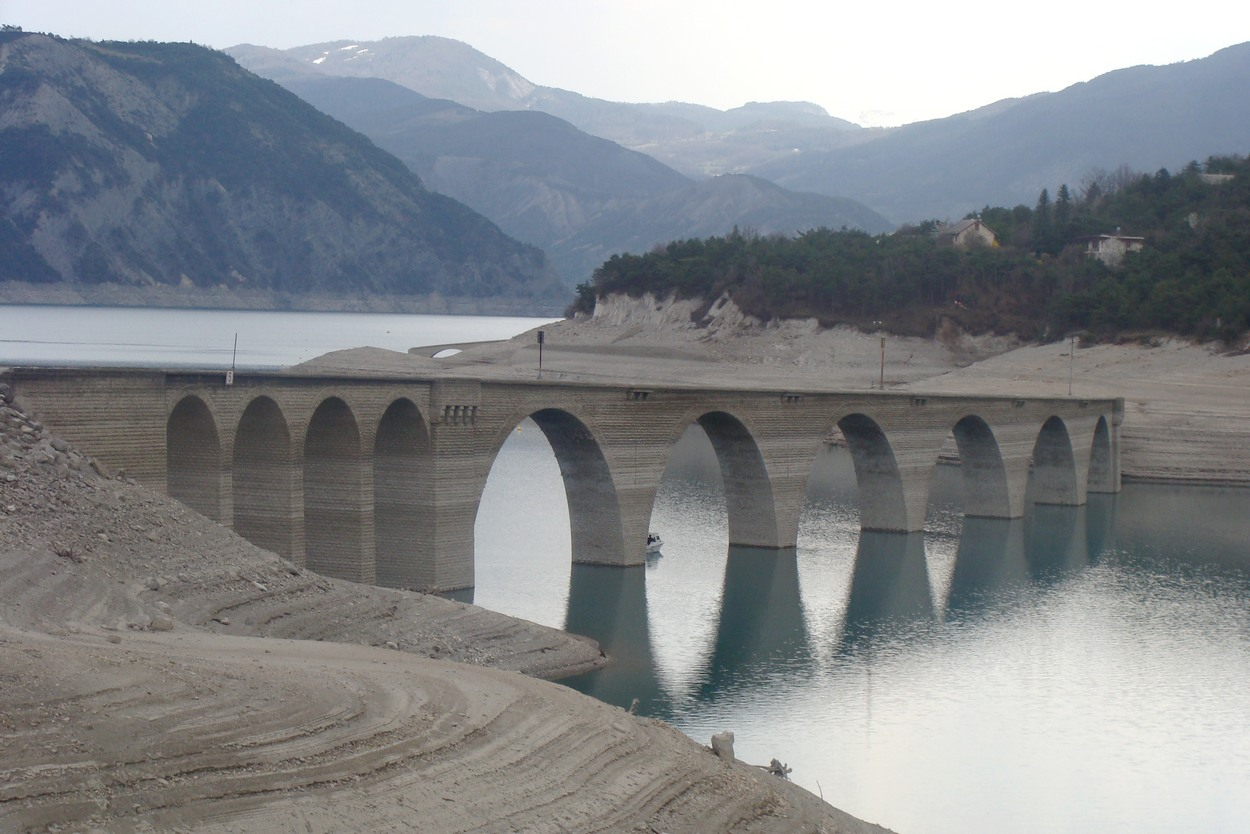
La pente du viaduc
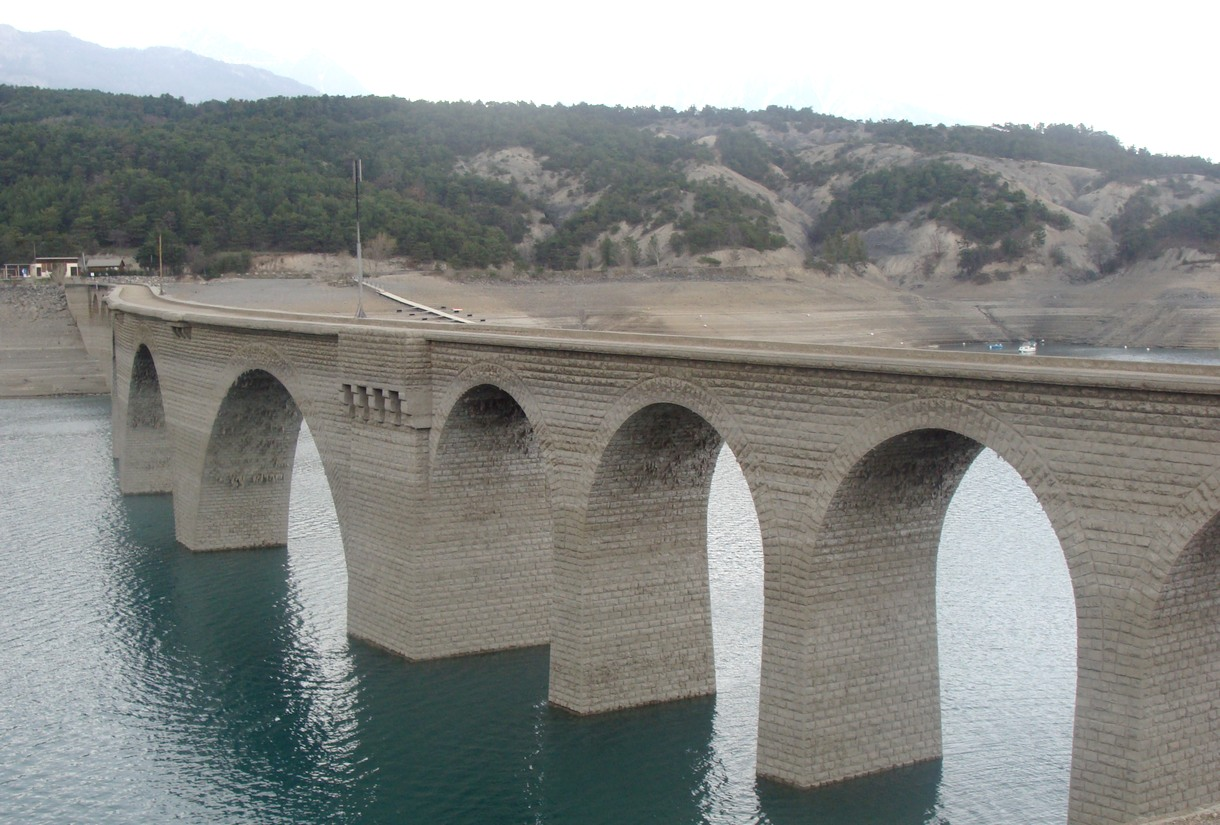
Une pile renforcée

« Il n'existe pas en France —et peut-être bien ailleurs— de viaduc voûté sur piles hautes d'une telle hardiesse de ligne. »

## Situation actuelle
Depuis la création du lac et la dépose de la voie de ligne de Veynes à Briançon, le site de Chanteloube est accessible au public pour les loisirs aquatiques et de plaisance ainsi que la promenade. L'ancienne plateforme de la ligne de Veynes  à  Briançon a été transformée sur un peu plus de deux kilomètres en route publique. Cette route emprunte le viaduc anciennement ferroviaire de Pralong, établi sur un affluent du torrent. Cet ouvrage offre une vue plongeante sur le ravin des Moulettes ; on aperçoit au fond les vestiges de l'ancienne route nationale 94 qui descendait vers la Durance par le fond du vallon.
Une aire de loisirs nautiques est aménagée près du viaduc de Chanteloube.
Lors des vidanges et basses eaux de la retenue de Serre-Ponçon, l'accès au viaduc est possible à pied, y compris jusqu'à l'autre rive. La ligne de Briançon abandonnée est noyée au-delà de Chanteloube, mais en passant la pointe on peut en apercevoir quelques vestiges (soutènements) lors des basses eaux ainsi qu'un petit pont destiné à la franchir.

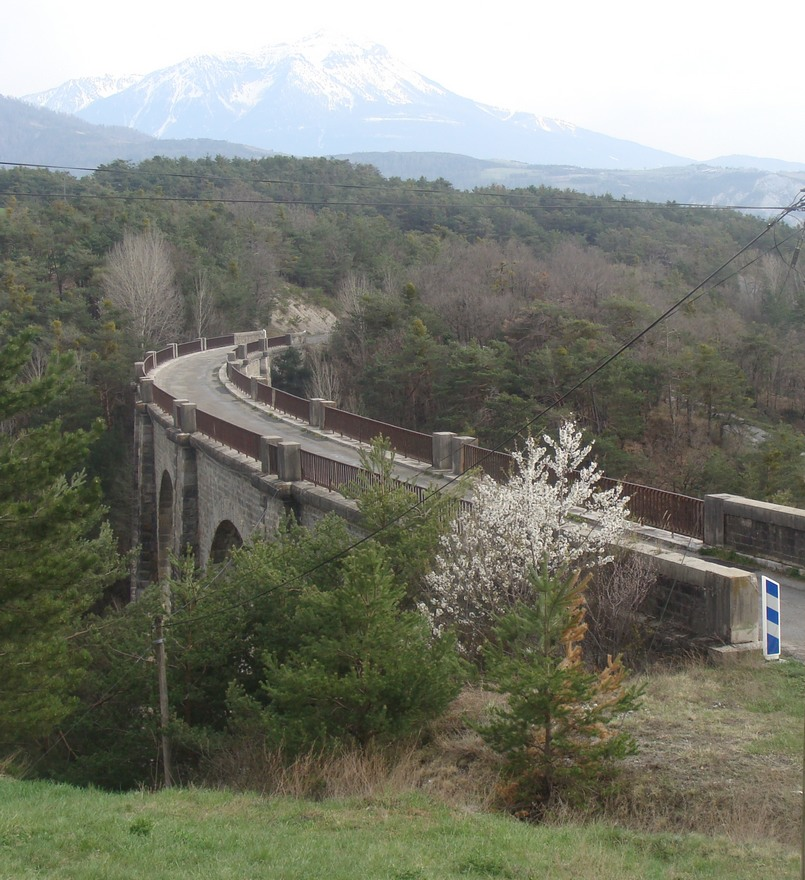
Le viaduc de Pralong
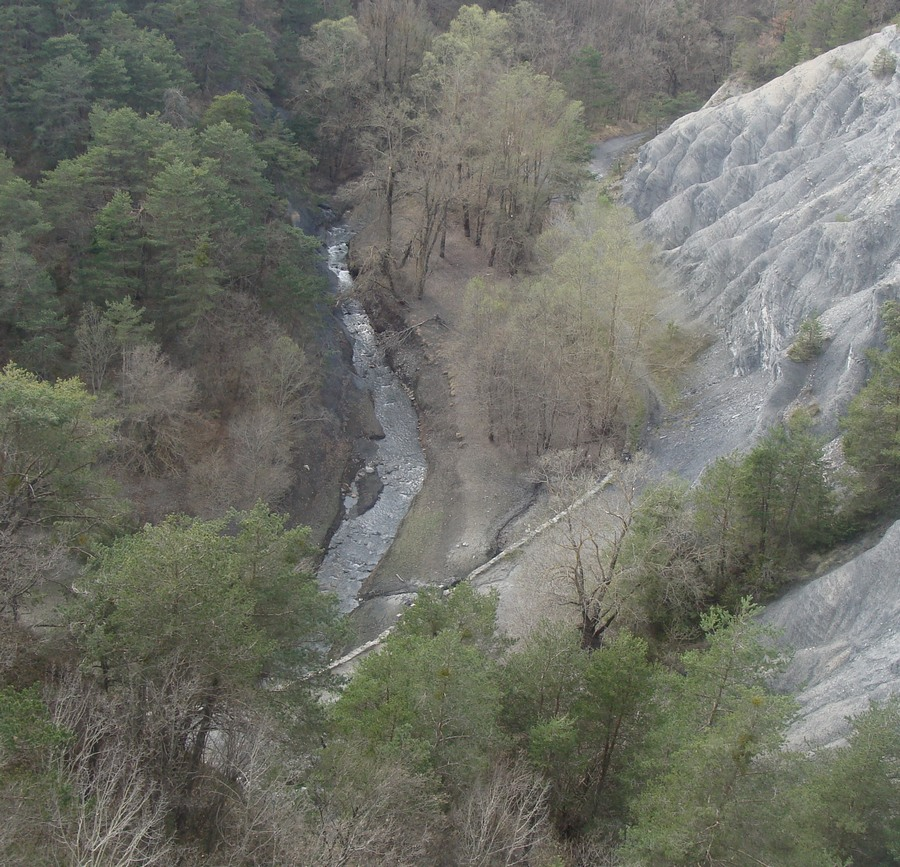
Le ravin des Moulettes vu du viaduc de Pralong
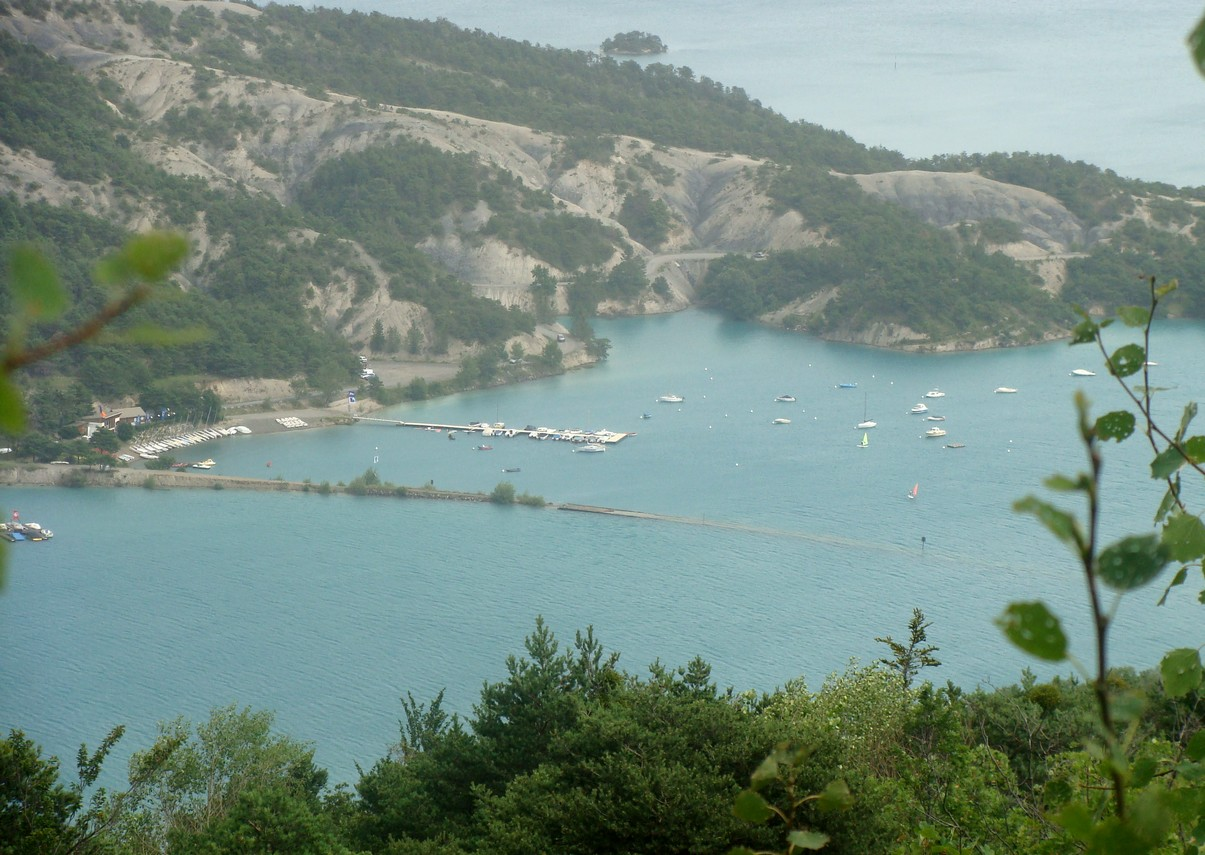
Le site de Chanteloube en pleines eaux ; l'amorce du viaduc est visible.
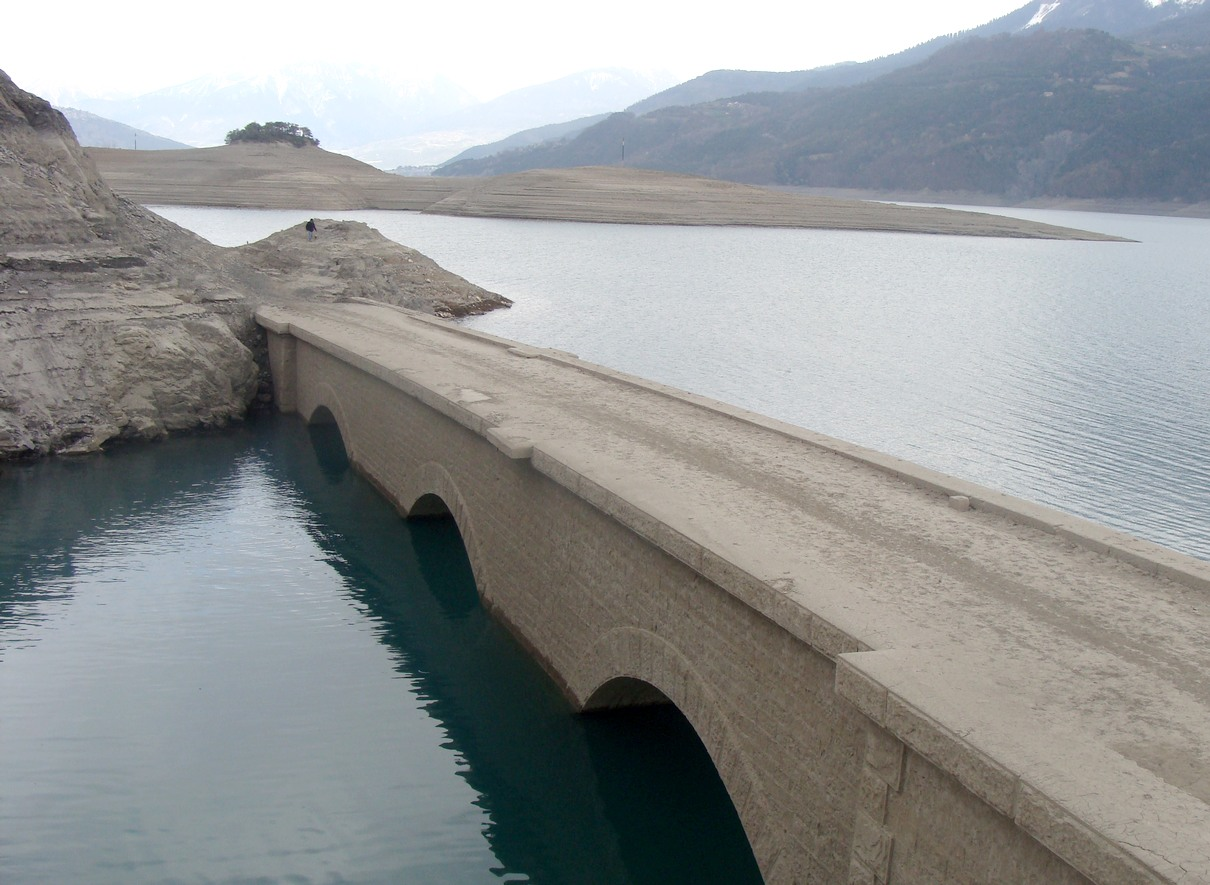
L'ancienne ligne de Veynes à Briançon abandonnée au-delà de Chanteloube (en basses eaux) ; l'ouvrage visible est le viaduc de Grand-Pré.